# Mikhaïl Cholokhov
Œuvres principales
- Le Don paisible

Mikhaïl Aleksandrovitch Cholokhov (en russe : Михаил Александрович Шолохов), né le 11 mai 1905 (24 mai dans le calendrier grégorien) et mort le 21 février 1984, est un écrivain soviétique. Il est notamment l'auteur du roman Le Don paisible. Il reçoit le prix Nobel de littérature en 1965.

## Premières années
Mikhaïl Cholokhov est né au village de Kroujlinine, près de Vechenskaïa, dans la région du Don, en 1905. Son père est issu d'une famille de commerçants et sa mère est d'origine ukrainienne, illettrée et veuve d’un cosaque. Il doit interrompre ses études en 1918 en raison de la Guerre civile qui a atteint la région du Don. Il s'engage dans l'Armée rouge et participe aux combats contre les dernières bandes de partisans de l'Armée blanche. Cette expérience aura une grande influence sur son œuvre littéraire.
En 1922, une fois la situation redevenue calme, il s'installe à Moscou, où il exerce divers petits métiers : débardeur, maçon et comptable. Il assiste également à des ateliers de formation des écrivains et publie ses premières nouvelles dans différents journaux, dont Molodoï Leninets, Ogonyok, Projektor, Smena et la Revue de la jeunesse paysanne, dont il fera partie du comité de rédaction à partir de 1927. Il fréquente également les cercles littéraires du Komsomol et les poètes du mouvement de la Nouvelle garde (Novaïa gvardia). En 1924, il retourne s'installer à Vechenskaïa, où il se marie et se consacre à plein temps à la littérature.
Il publie son premier ouvrage en 1925, un recueil de nouvelles intitulé Nouvelles du Don (Donskie rasskazy). Il y raconte la vie des villages de la région du Don pendant la Guerre civile russe et les conflits entre paysans qui se retrouvent des deux côtés de la fracture idéologique.

## Le Don paisible
En 1928, Mikhaïl Cholokhov publie le premier tome de ce qui sera son œuvre majeure, Le Don paisible. Il s'agit d’un roman sous forme d'épopée qui dépeint la vie dans la région du Don au cours de la période de la Première Guerre mondiale et de la Guerre civile. Le roman, qui comprend quatre tomes, est centré sur le personnage de Grigori Melekhov, jeune officier cosaque. L'action commence en 1912, alors que la région est encore paisible et prospère, se poursuit avec la mobilisation de Grigori et ses proches au déclenchement de la Première Guerre mondiale à l'été 1914. Il décrit les premières escarmouches contre l'armée allemande, et la détérioration progressive de la situation à mesure que le conflit s'enlise. Avec la révolution d'Octobre 1917 et le retrait des troupes russes du conflit, Melekhov est démobilisé et cherche à reprendre la vie agricole, mais il est rapidement rattrapé par la Guerre civile. Il changera de camp à quelques reprises, assistera et participera à de nombreux combats et massacres, avant de finir dans le camp des perdants en 1922.
Le roman a été longtemps présenté comme l'archétype du réalisme socialiste soviétique appliqué au roman. Cependant, cette description pose des problèmes à plusieurs niveaux : Grigori Melekhov n'a rien du héros socialiste, étant plutôt un personnage tragique, ballotté par les forces de l'histoire sans trop savoir où il s'en va. La description du Don d'avant-guerre est plutôt idyllique, et il n'est pas évident de croire, à la fin du roman, que l'on se dirige vers un quelconque « avenir radieux ». De plus, les deux côtés du conflit civil sont montrés avec sympathie, et le blâme pour les atrocités et massacres est bien réparti entre les partis. En fait, la comparaison avec Guerre et Paix de Léon Tolstoï est plus appropriée : les deux romans ont une dimension épique et essaient d'englober la totalité du conflit qui a secoué la Russie au début de leur siècle respectif, la différence étant que Tolstoï choisit ses protagonistes dans l'aristocratie francophile de Moscou, et Cholokhov chez les Cosaques du Don.
En raison des problèmes évoqués ci-dessus, la publication du roman subira des ratés à partir du troisième tome, qui traite en détail de la Guerre civile. La revue Oktiabr en suspend la publication en 1929, et il ne sortira en volume qu’en 1933, après l'intervention de Joseph Staline en personne qui devient un des soutiens de l'auteur. Le quatrième tome devra attendre 1940 pour voir le jour, mais à partir de cette date, le destin de l'œuvre change rapidement.

### Polémique sur la paternité duDon paisible
Encensé par la critique officielle, le roman est traduit en de nombreuses langues et diffusé massivement avec l'aide des presses de l'État. Il est présenté comme la première grande œuvre de la nouvelle littérature soviétique. Ceci causera une réaction à partir des années 1960, et en particulier à la suite de l'attribution du prix Nobel de littérature à Cholokhov en 1965, mais la question du plagiat s'est posée dès 1929.
Plusieurs critiques, dont Alexandre Soljenitsyne et Roy Medvedev, expriment leurs doutes quant à l'identité de l'auteur véritable du roman. Leurs arguments sont fondés sur le fait que Cholokhov est trop jeune pour avoir été témoin des événements décrits ; qu'il n'a pas le niveau d'éducation requis pour avoir produit un tel chef-d'œuvre ; et que les positions officielles de l'écrivain et la qualité du reste de sa production littéraire ne s'accordent pas avec le traitement sympathique et objectif réservé aux Cosaques dans le roman. Ils avancent la thèse que le véritable auteur en serait Fiodor Krioukov (en), écrivain cosaque et anti-bolchévique décédé de fièvre typhoïde en 1920. Cette controverse a longtemps fait rage, mais semble avoir trouvé aujourd'hui sa conclusion définitive.
En 1991, en effet, le journaliste russe Lev Kolodny (Лев Ефимович Колодный) a retrouvé le manuscrit original du Don paisible ainsi que d'autres papiers de travail. Longtemps considéré comme perdu, ce manuscrit était en fait entre les mains d'une parente de l'écrivain russe Vassili Koudachev (ru) (Василий Кудашёв), ami de Cholokhov disparu sur le front de l'Est en 1941. La propriétaire de ce manuscrit, qui est restée anonyme, a vainement tenté de vendre celui-ci aux enchères, via la maison Sotheby's en 1994, pour la somme de 500 000 dollars. Un tel montant n'ayant pas pu être trouvé à l'intérieur du pays (cette parente ne voulait pas que le manuscrit soit vendu à l'étranger), le manuscrit a finalement été acquis par le gouvernement russe pour une somme demeurée inconnue. Ce sont des experts de l'Institut de littérature russe de l'Académie des Sciences de Moscou (Институт русской литературы РАН) qui ont, depuis, confirmé la paternité de Cholokhov, comme l'a annoncé très officiellement Nikolaï Skatov, directeur de l'Institut, à l'agence ITAR-TASS en 1999

## L’écrivain du régime
En 1932, Mikhaïl Cholokhov adhère au Parti communiste de l'Union soviétique, et à partir de cette date sera comblé d'honneurs et présenté comme l'écrivain officiel du régime. Il est élu au Soviet suprême en 1937, sera membre du Comité central du PCUS, membre de l'Académie des sciences de l'URSS, Vice-Président de l'Union des écrivains soviétiques, et lauréat de nombreux prix. Il défend sans états d'âme les prises de position du régime et bénéficie du privilège d'effectuer plusieurs voyages à l'étranger, dont en 1959 alors qu'il accompagne le Secrétaire-général Nikita Khrouchtchev en visite officielle aux États-Unis. Cependant, sa production littéraire n'est plus à la hauteur de son statut officiel [réf. nécessaire].
Il entame la publication de son second grand cycle romanesque en 1932. Intitulé Terres défrichées (Podnyataya tselina), il raconte la collectivisation des terres agricoles du Don à partir de 1930. Or, un problème survient peu après la publication du premier volume : la famine meurtrière de l’hiver 1932-1933 résultant de la collectivisation forcée et des prélèvements brutaux chez les paysans. Elle causera des millions de morts. Cholokhov écrit une lettre à Staline en 1933 pour dénoncer les violences commises contre les paysans et pour demander l'envoi de nourriture dans sa région pour contrer les pires effets de la famine. En 1937, il proteste contre les arrestations massives qui ont lieu dans sa région. Ces prises de position lui valent l'ouverture d'une enquête par le NKVD qui ne prend fin que par l'intervention de Staline en personne. Par la suite, Cholokhov sera toujours des plus dociles, suivant tous les oukases du régime. La seconde partie de Terres défrichées ne verra le jour qu’en 1960, et sera remarquable par ce qu'elle tait : la résistance des paysans à la collectivisation, la terreur imposée contre eux, et la famine qui s'ensuit. Quelques semaines après sa sortie, le roman vaut à son auteur le Prix Lénine, la plus haute distinction littéraire soviétique, et le livre devient une lecture quasi-obligatoire pour les dirigeants de sovkhozes et kolkhozes.
Le reste de l'œuvre de Cholokhov est bien pâle par rapport à la considération officielle dont il jouit. À l'entrée de l'Union soviétique dans la Seconde Guerre mondiale, il entame ce qui devrait être un nouveau cycle romanesque devant rivaliser avec les deux déjà en train, intitulé Ils se sont battus pour la patrie (Oni srajalis za rodinu). La matière première ne lui manque pas, puisqu'il est correspondant de guerre pour les journaux soviétiques Pravda et Krasnaya Zvezda, couvrant le front à Smolensk, Stalingrad et en Biélorussie. Pourtant, après la publication d'un premier volume en 1942, le roman sera laissé en plan. Par la suite, il n'écrit que quelques nouvelles. L'une d'elles, Le Destin d'un homme (Sudba tcheloveka, 1957) devient un film à succès, mais ce n'est pas nécessairement un gage de sa valeur littéraire. « It is among the least impressive works produced by a Nobel writer, along with Hemingway's posthumously published book True at First Light (1999). » ( « Il s'agit d’une des œuvres les moins impressionnantes produites par un lauréat du Prix Nobel, avec le livre posthume d'Hemingway True at First Light (1999) » )[source insuffisante].
Avec la fin de la période de Détente dans les relations est-ouest après le déclenchement de la Guerre d'Afghanistan (1979-1989), l'intérêt pour Cholokhov en Occident baisse rapidement, et il est pratiquement oublié lorsqu'il décède à Vechenskaïa en 1984, étant considéré comme le simple apparatchik d'un régime discrédité. Par exemple, l'écrivain roumain exilé Virgil Gheorghiu présente un romancier inspiré par une certaine image de Cholokhov dans son roman Dieu ne reçoit que le dimanche (1975), en la personne d’un ancien garde de camp de prisonniers sans la moindre culture qui publie sous son nom les œuvres écrites par un des détenus dont il a la garde, et en retire tous les honneurs que le régime peut lui attribuer. C'est malheureux, car Le Don paisible, quel que soit son auteur réel ou la contribution effective de Cholohov lui-même à sa rédaction, constitue un des chefs-d'œuvre de la littérature russe du XXe siècle. Il est triste que l'œuvre ait pâti de son association abusive avec un régime politique et une théorie littéraire qu'elle transcende facilement. Son épouse est décédée en 1992.

## Œuvres

### Romans
- Tikhii Don, 4 vol., 1928-1940 - Le Don paisible
- Podnyataya tselina, 2 vol. 1932-1960 - Terres défrichées
- Oni srajalis za rodinu, 1942 - Ils se sont battus pour la patrie (inachevé)

### Nouvelles
- Donskie rasskazy, 1925 - Nouvelles du Don
- Lazorevaïa step, 1926 - La Steppe de Lazorevy
- Naouka nenavisti, 1942 - La Science de la haine
- Slovo o Rodine, 1951 - Gloire à la Patrie
- Soudba tcheloveka, 1956-1957 - Le Destin d'un homme